# Estrutura algébrica
Em álgebra abstracta, uma estrutura algébrica consiste num conjunto associado a uma ou mais operações sobre o conjunto que satisfazem certos axiomas. Caso não existam ambiguidades, geralmente identifica-se o conjunto com a estrutura algébrica. Por exemplo, um grupo (G,*) refere-se geralmente apenas como grupo G.
Em algumas estruturas algébricas além do conjunto principal existe mais um conjunto, denominado conjunto de escalares. Neste caso a estrutura terá dois tipos de operações: operações internas, que operam os objetos principais entre si e operações externas, que representam ações dos escalares sobre elementos do conjunto principal. Por exemplo, um espaço vectorial tem dois conjuntos, um conjunto de vectores e outro de escalares. Assim, se v1 e v2 são dois vetores e k é um escalar v1 * v2 seria o produto (interno) de vetores e k * v1 seria o produto (externo) de um escalar por um vetor.
O conceito de estrutura algébrica pode ser considerado sinônimo de Álgebra e Álgebra universal.

## Notação
É comum representar uma estrutura algébrica por uma n-upla do tipo (G,F,+,-,f,<,1). Nesta notação, são enumerados os conjuntos que fazem parte da estrutura, seguido de constantes, funções e relações.

## Exemplos
Dependendo das operações e axiomas, as estruturas algébricas ganham os seus nomes específicos.
O que se segue é uma lista parcial de estruturas algébricas:
- Grupoide: um conjunto com uma única operação binária
- Quasegrupo: um grupoide no qual a divisão é sempre possível
- Laço1: um quase-grupo com um elemento neutro
- Semigrupo: um grupoide associativo
- Monoide: um semigrupo com um elemento neutro
- Grupo: um monoide, no qual cada elemento tem um inverso ou, o que é equivalente, um laço1 associativo
- Grupo abeliano: um grupo que obedece a comutatividade
- Anel: um conjunto com uma operação de grupo abeliano definida como adição, junto com uma operação de semigrupo como a multiplicação, que satisfaça a distributividade
- Corpo2: um anel no qual os elementos não-zero formam um grupo abeliano sob multiplicação
- Reticulado: um conjunto com duas operações comutativas, associativas e idempotentes, que satisfazem a lei de absorção
- Álgebra booleana: um reticulado limitado, distributivo e complementado

Nas estruturas seguintes, temos dois conjuntos, um deles (auxiliar), chamado de conjunto de escalares e outro, o conjunto principal. Além das operações internas sobre o conjunto principal, podemos ter operações conectando os dois conjuntos:
- Módulo: M é um módulo sobre um anel A quando M é um grupo abeliano, e temos uma função de A x M em M, definida como multiplicação escalar, com regras que se parecem formalmente com a distributividade e a associatividade
- Espaço vectorial: um módulo sobre um corpo. Se V é um espaço vectorial sobre um corpo F, chamamos os elementos de V de vectores e os elementos de F de escalares
- Álgebra: um módulo ou espaço vectorial, junto com uma operação bilinear entre vectores definida como multiplicação
- Álgebra associativa: uma álgebra cuja multiplicação é associativa
- Álgebra comutativa: uma álgebra associativa cuja multiplicação é comutativa
- Álgebra de Kleene: duas operações binárias e um operador unitário, modelados em expressões regulares
- Conjunto: embora alguns matemáticos discordem, um conjunto pode ser considerado uma estrutura algébrica degenerada, com zero operações definidas sobre ela

As proposições que se aplicam colectivamente a todas as estruturas algébricas são investigadas no ramo da matemática conhecido como álgebra universal.
As estruturas algébricas também podem ser definidas em conjuntos com estruturas não-algébricas adicionais, como os espaços topológicos. Por exemplo, um grupo topológico é um espaço topológico com uma estrutura de grupo tal que as operações de multiplicação e inversão são contínuas; um grupo topológico possui quer uma estrutura topológica, quer uma estrutura algébrica. Outros exemplos comuns são espaços vectoriais topológicos e grupos de Lie.
Cada estrutura algébrica tem a sua própria noção de homomorfismo, uma função que é compatível com a operação ou as operações dadas. Desta forma, cada estrutura algébrica define uma categoria. Por exemplo, a categoria dos grupos tem como objectos todos os grupos e como morfismos todos os homomorfismos desses grupos. Esta categoria, uma vez que é uma categoria concreta, pode ser vista como uma categoria de conjuntos com estrutura extra, no sentido teórico das categorias. Analogamente, a categoria dos grupos topológicos (com os homomorfismos contínuos de grupo como morfismos) é uma categoria de espaços topológicos com estrutura extra.
Além das estruturas algébricas, existem mais duas estruturas fundamentais na matemática. São elas:
- Estruturas de ordem, em que ao conjunto principal é associado uma relação de ordem. Por exemplo, um reticulado é um conjunto parcialmente ordenado em que para quaisquer dois elementos a,b existe um supremo sup(a,b) e um ínfimo inf(a,b).
- Estruturas topológicas em que o foco está no conjunto das partes P(C) de um conjunto C.

A partir destas três estruturas podem ser definidas estruturas mistas, quando para um conjunto são considerados operações, relações e partes de forma combinada. Por exemplo, um grupo topológico é um espaço topológico com uma estrutura de grupo tal que as operações de multiplicação e inversão são contínuas; um grupo topológico possui quer uma estrutura topológica, quer uma estrutura algébrica. Outros exemplos comuns são espaços vectoriais topológicos e grupos de Lie.

## Classificação dos grupos
- Semigrupo
  - Monoide

- Grupo

- Grupo solúvel

- Grupos nilpotentes

- Grupo abeliano (grupo comutativo)

- Grupo cíclico

## Classificação dos anéis
- Anel
  - Anel comutativo

- Domínio de integridade (anel de integridade)

- Domínio de fatoração única (anel fatorial)

- Domínio principal

- Domínio euclidiano

- Corpo

## Classificação dos módulos
- Módulo
  - Módulo finitamente gerado

- Módulo cíclico

- Álgebra sobre um anel
- Espaço vetorial

- Álgebra sobre um corpo